# Фелиша
Фелиша (на английски: Felecia) е американска порнографска актриса, родена на 1 март 1972 г. в град Такоума, щата Вашингтон, САЩ.
Кариерата ѝ в порнографската индустрия продължава от 1993 до 2007 г. Снима само лесбийски или соло секс сцени, като в само един филм прави секс с мъж – две сцени с фелацио във филма „Tight Shots 1“ (1994).

## Награди
- 2007: AVN награда за най-добра сцена само с момичета във филм – „FUCK“.[4]
- 2003: AVN зала на славата.[5]
- 2002: AVN награда за най-добра сцена само с момичета във видео – „Where The Girls Sweat 5“.
- 1996: AVN награда за най-добра сцена само с момичета във видео – „Takin' It To The Limit 6“.
- 1996: AVN награда за най-добра сцена само с момичета във филм – „Fantasy Chamber“.
- 1995: AVN награда за най-добра сцена само с момичета във видео – „Buttslammers 4“.